# HMS Astute (S119)
HMS Astute é um submarino de propulsão nuclear que serve a Marinha Real Britânica. O navio lider da Classe Astute, tem HMNB Clyde como base permanente. Com 7 400 de tonelagem submersa, os seus reatores proporcionam uma autonomia de 25 anos sem reabastecimento de combustível.